# Ужи-бегуны
Ужи-бегуны (лат. Drymobius) — род змей семейства ужеобразных.

## Описание
Ужи-бегуны представляют собой быстрых змей стройного телосложения, ведущих дневной образ жизни. Обитают в первичных и вторичных саваннах и лесах, где передвигаются в основном по земле. Все виды, кроме обитающего в горах зеленовато-жёлтого ужа-бегуна, держаться небольших высот и предпочитают находиться рядом с водоёмами. Питаются эти змеи в основном бесхвостыми земноводными, но могут также поедать ящериц, грызунов и яйца пресмыкающихся. Все виды этого рода откладывают яйца.

## Распространение
Обитают на юге Северной, на северо-западе Южной и в Центральной Америке.

## Виды
Включает 4 вида:
- Drymobius chloroticus (Cope, 1886) — Зеленовато-жёлтый уж-бегун
- Drymobius margaritiferus (Schlegel, 1837) — Перламутровый уж-бегун
- Drymobius melanotropis (Cope, 1875) — Чёрный уж-бегун
- Drymobius rhombifer (Günther, 1860) — Ромбический уж-бегун